# Worldsensing
Worldsensing és una start up catalana centrada en l'internet de les coses i les ciutats intel·ligents. Te productes innovadors per la gestió de trànsit a les ciutats i la gestió d'infraestructures i per l'enginyeria civil.
L'empresa es va fundar el 2008 centrada en la gestió del trànsit a les ciutats intel·ligents (Smart cities). El seu primer producte, FastPrk era un petit dispositiu sensor amb comunicació sense fils per monitorar places d'aparcament en llocs oberts (carrers, places, aparcaments a cel obert, etc.).
Paral·lelament l'empresa desenvolupar la seva gama de productes per la monitorització d'infrastructures i obra civil, de nom LoadSensing, també amb comunicació sense fils i de baix consum. Aquests productes han anat evolucionant i millorant amb el temps, amb el resultat que l'empresa va ser guanyadora de diversos premis d'innovació.
El 2014 va absorbir l'empresa Bitcarrier per tal d'ampliar el seu catàleg de productes de control de flux de vehicles. L'estiu de 2017 l'empresa va tancar una ronda d'inversió de sèrie B
 per 8.3 milions d'euros. En total, l'empresa acumula 15 milions d'euros d'inversió en quatre rondes d'inversió.
Els inversors de l'empresa sonː JME Ventura Capital, Kibo Ventures, CISCO Investments, Mitsui & Co, Finaves (IESE), Endeavor Catalyst, McRock Capital i ETF Partners.
A final de 2017 l'empresa tenia oficines comercials a Barcelona, Londres i Los Angeles.